# فيل آسيوي
فيل آسيوي (بالإنجليزية: Asian elephant)‏ (باللاتينية: Elephas maximus) هو النوع الثاني من الافيال في العالم ويسمى احيانا الفيل الأبيض يعيش في دول شرق آسيا تحديدا وهو حيوان ثمين في تايلندا وهو اصغر حجما من نظيره الأفريقي ومع ذلك لديه قدرة على الأعمال حيث يستخدم في الهند لبعض الأعمال الصعبة وقديما كان يستخدم في الحروب وهو في الثقافة مهم حيث يعامله التايلنديون على انه حيوان وطني ويزن هذا الحيوان وله وجود في الثقافة والمناسبات